# Pallada (1906)
Pallada byl ruský pancéřový křižník třídy Bajan Ruského carského námořnictva. Pojmenován byl po řecké bohyni moudrosti a vítězné války Pallas Athéně. Křižník Pallada byl potopen na počátku první světové války a stal se první ruskou válečnou lodí ztracenou v tomto konfliktu.

## Stavba

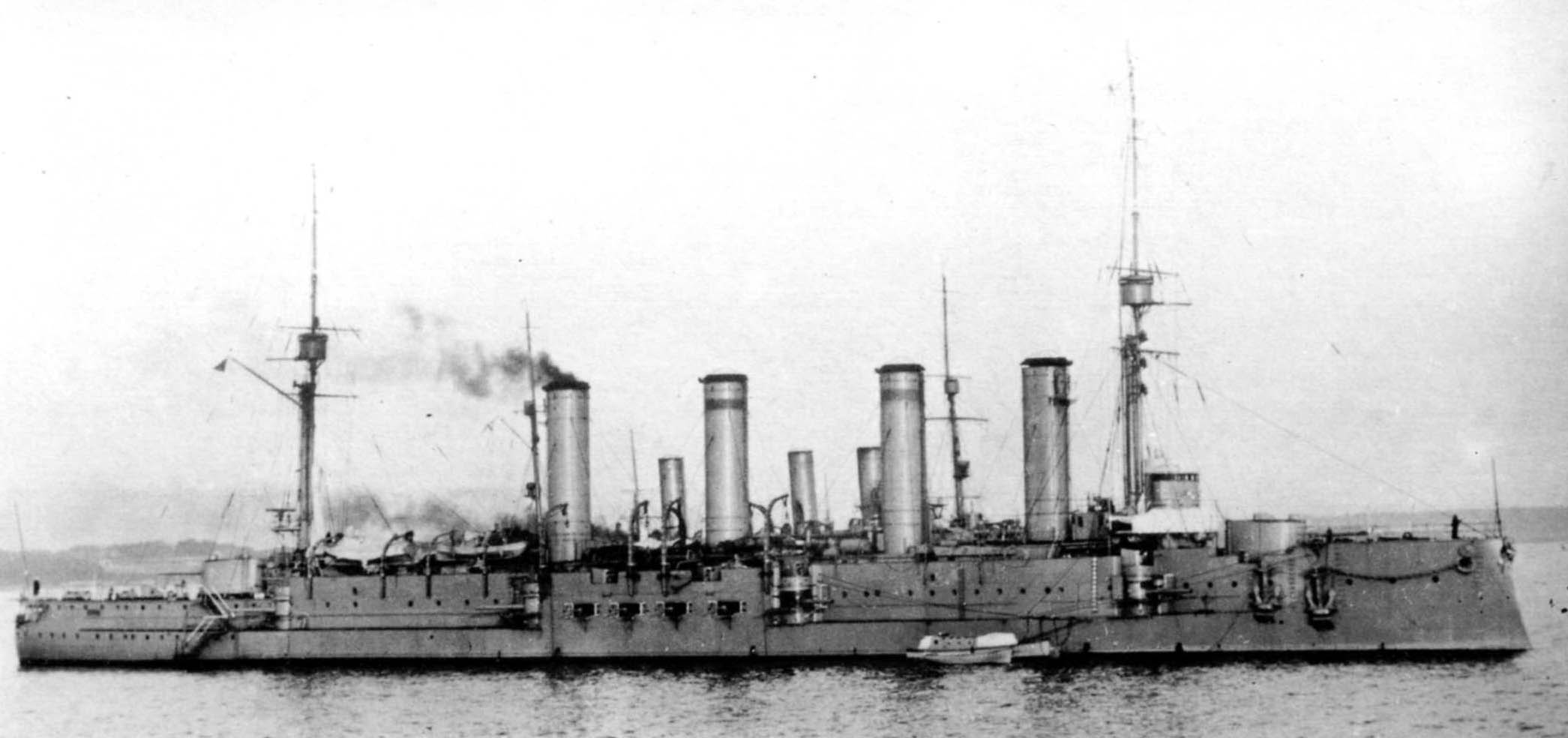
Pallada

Stavba lodi byla zahájena v Petrohradu již v roce 1905, spuštěna na vodu byla 10. listopadu 1905 a do služby přijata 21. února 1911.

## Služba

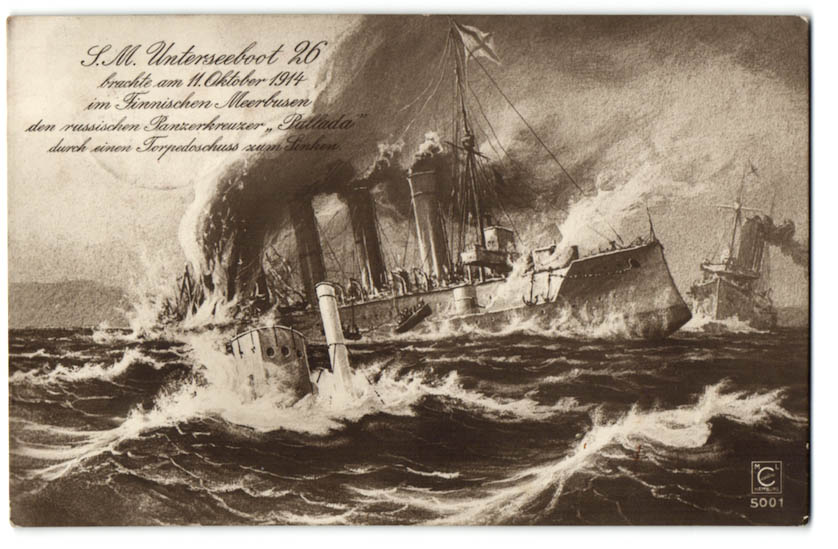
Německá pohlednice zachycující vítězný souboj U-26 s křižníkem Pallada

V srpnu 1914 se křižník Pallada podílel na zneškodnění na útesu uvázlého německého lehkého křižníku SMS Magdeburg. Trojdohoda po kapitulaci lodi ukořistila kódové knihy a šifrovací klíče, což britské námořní zpravodajské službě umožnilo prolomení německých šifer.
Od 10. října 1914 hlídkovaly křižníky Bajan a Pallada v jižní části Finského zálivu. Druhý den křižníky napadla německá ponorka U-26, která ze vzdálenosti 500 metrů jedním torpédem zasáhla Palladu. Torpédo pravděpodobně trefilo muniční skladiště, neboť křižník se po obrovském výbuchu během několika sekund potopil i s celou posádkou. Křižník se potopil jižně od jihofinského města Hanko.

## Nález vraku
Roku 2012 byla zveřejněna informace o nálezu vraku týmem finských potápěčů. Trup byl výbuchem rozlomen na dva kusy. Na mořském dně leží vzhůru nohama.